# Bogdan Wenta
Bogdan Brunon Wenta (* 19. November 1961 in Szpęgawsk, Polen) ist ein polnischer Politiker sowie früherer Handballnationalspieler und -trainer. Nach seiner Einbürgerung in die Bundesrepublik Deutschland trat er auch für die deutsche Handballnationalmannschaft an. Bei der Europawahl in Polen 2014 errang er ein Mandat auf der Liste der liberal-konservativen Bürgerplattform (PO). Von 2018 bis 2024 war er Stadtpräsident von Kielce.

## Lebenslauf

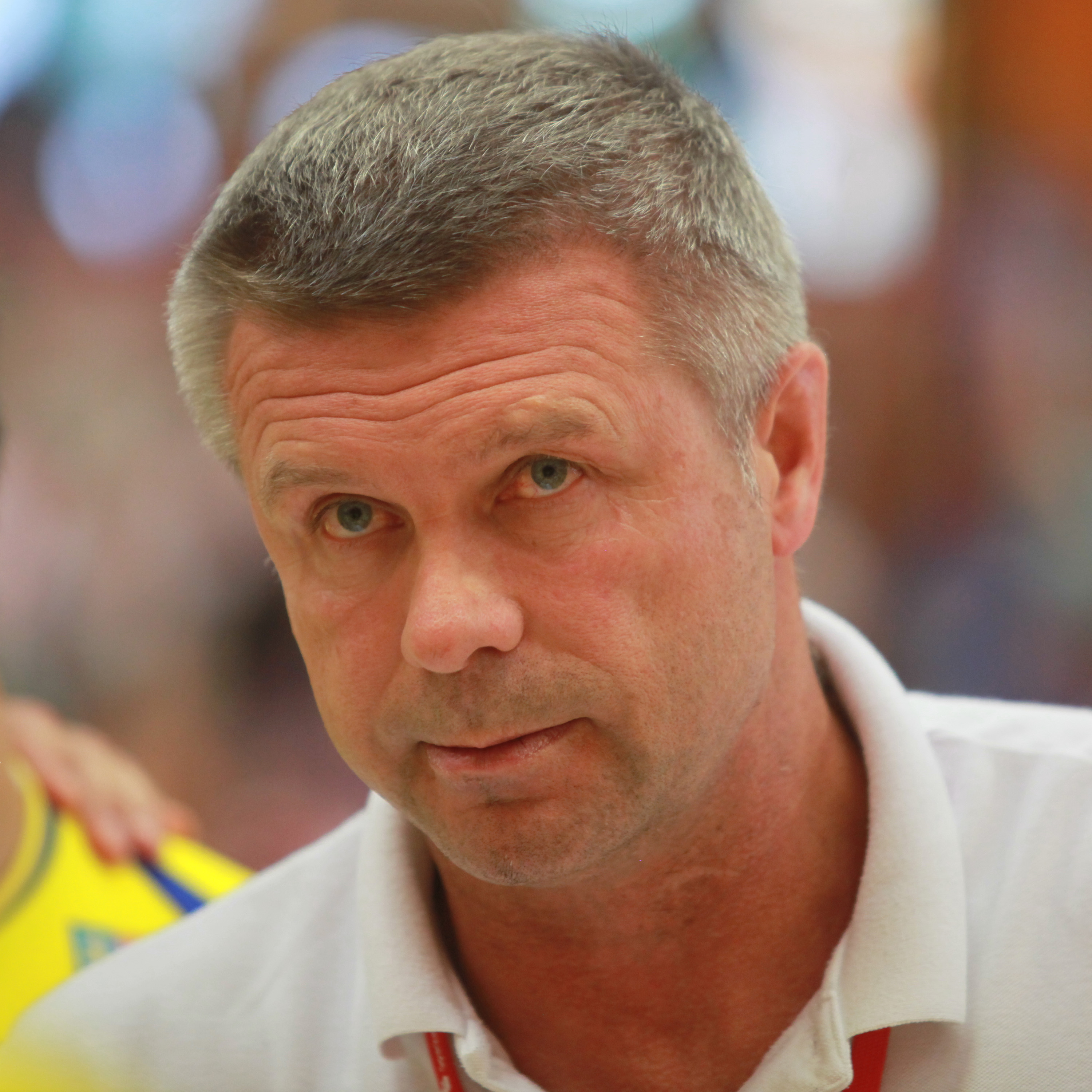
Bogdan Wenta im August 2013

Beim polnischen Spitzenverein Wybrzeże Gdańsk begann seine Karriere als einer der besten Rückraumspieler seiner Zeit. Elf Jahre (1978 bis 1989) blieb er dem Club treu. In diese Zeit fallen fünf Meistertitel (1984 bis 1988) und zwei Teilnahmen im Finale um den Europapokal der Landesmeister in den Jahren 1986 und 1987. 1989 wechselte er nach Spanien und spielte dort erst für vier Jahre bei Bidasoa Irún und ging dann zum FC Barcelona. 1995 erfolgte dann der Wechsel nach Deutschland zum TuS Nettelstedt. Nach 185 Länderspielen für die polnische Handballnationalmannschaft trat er 1997 zurück und bewarb sich um die deutsche Staatsbürgerschaft. Sein Ziel war es, einmal an Olympischen Spielen teilzunehmen. Für Deutschland spielte er dann auch bei den Olympischen Spielen 2000 in Sydney. Insgesamt absolvierte Wenta 50 Spiele für Deutschland. Im Jahr 2000 wechselte er ein letztes Mal den Verein und schloss sich der SG Flensburg-Handewitt an. Vor der Saison 2002/03 beendete er im Alter von 41 Jahren seine aktive Laufbahn. Da Flensburg im November 2005 mehrere verletzungsbedingte Ausfälle beklagte, wurde Wenta in einem Europapokalspiel gegen Paris HB nochmals eingesetzt.
Nach dem Ende seiner aktiven Laufbahn wurde er Co-Trainer der SG Flensburg-Handewitt. Im Sommer 2006 folgte er dem Ruf Bernd-Uwe Hildebrandts und übernahm als Nachfolger von Alfreð Gíslason die Position des Cheftrainers beim SC Magdeburg. Hier wurde er im November 2007 beurlaubt. Anschließend trainierte er den KS Vive Kielce. In seiner ersten Saison holte er das Double aus Meisterschaft und Pokalsieg. Im Januar 2014 übernahm er den Posten des Clubmanagers. Sein Nachfolger als Trainer in Kielce wurde Talant Dujshebaev.
Wenta trainierte ab November 2004 auch die polnische Handballnationalmannschaft, die unter seiner Leitung erstmals ins WM-Finale (2007) einzog. Im Finale unterlag jedoch seine Mannschaft gegen die deutsche Auswahl mit 24:29. Im Herbst 2007 gewann seine Mannschaft den hochklassig besetzten Supercup in Deutschland. Nachdem Polen sich nicht für die Olympischen Spiele 2012 qualifizieren konnte, trat er im April 2012 von seinem Amt zurück.
Am 5. Februar 2007 wurde ihm von Lech Kaczyński das Ritterkreuz des Ordens Polonia Restituta für seine sportlichen Leistungen verliehen.
Im Februar 2014 wurde er von der regierenden Bürgerplattform unter Premierminister Donald Tusk als Kandidat für das Europaparlament aufgestellt. Am 25. Mai 2014 wurde er zum Europa-Abgeordneten gewählt. 2018 wurde er zum Stadtpräsidenten von Kielce gewählt. Er setzte sich dabei in der Stichwahl mit 61,3 % der Stimmen gegen den seit 2002 amtierenden Wojciech Lubawski durch. Im 8. Europäischen Parlament rückte für ihn Bogusław Sonik nach. Bei den Selbstverwaltungswahlen 2024 trat er nicht erneut an.

## Erfolge und Auszeichnungen
als Spieler
- Polnischer Meister: 1984, 1985, 1986, 1987, 1988 (mit Wybrzeże Gdańsk)
- Spanischer Königspokal: 1991 (mit Bidasoa Irún), 1994 (mit FC Barcelona)
- Copa Asobal: 1995 (mit FC Barcelona)
- Europapokal der Pokalsieger: 1994, 1995 (mit FC Barcelona), 2001 (mit SG Flensburg-Handewitt)
- Europäischer "City-Cup": 1997, 1998 (mit TuS N-Lübbecke)

als Trainer
- Zweiter Platz bei der Handball-Weltmeisterschaft 2007 in Deutschland
- Dritter Platz bei der Handball-Weltmeisterschaft 2009 in Kroatien
- 5. Platz bei den  Olympischen Spielen 2008
- Erster Platz beim QS-Supercup 2007
- EHF-Pokal-Sieger 2007
- Polnischer Meister 2009, 2010, 2012, 2013
- Polnischer Pokalsieger 2009, 2010, 2011, 2012, 2013

Auszeichnungen
- Träger des Ordens Polonia Restituta (Ritter), verliehen 2007